# Clarias batrachus
Clarias batrachus (Linnaeus, 1758) è un pesce osseo d'acqua dolce appartenente alla famiglia Clariidae.

## Distribuzione e habitat
Originario dell'Asia sudorientale. Vive in vari tipi di ambiente, soprattutto con acque basse, lente e fangose. Si può incontrare anche in piccole pozze e nelle risaie ma anche in fiumi di medie-grandi dimensioni. È stato introdotto in diversi paesi, talvolta con danni alle popolazioni ittiche locali.

## Descrizione
Corpo allungato e compresso lateralmente nella parte posteriore. La mascella superiore è leggermente più lunga dell'inferiore. Può eccezionalmente raggiungere i 47 cm per 1,2 kg di peso.

## Biologia

### Comportamento
Può respirare aria atmosferica e anche spostarsi sulla terraferma per raggiungere altri ambienti inondati.

### Alimentazione
Onnivoro. Si nutre di invertebrati sia acquatici che terrestri, pesci e materiale vegetale.

## Pesca
Importante per la pesca e la piscicoltura in molti paesi tropicali.

## Acquariofilia
Allevato occasionalmente in grandi vasche. 

## Stato di conservazione
È inserito nell'elenco delle 100 tra le specie invasive più dannose al mondo. Commercio ed allevamento di questa specie sono vietati in vari Paesi, come la Germania e diversi stati americani, per il rischio che possa diffondersi in natura. Le popolazioni naturali non sembrano minacciate.